# Lloro caragroc
El lloro caragroc (Poicephalus flavifrons) és una espècie d'ocell de la família dels psitàcids que endèmic de les terres altes d'Etiòpia.

## Descripció
El lloro caragroc fa uns 28 centímetres de llarg i és gairebé tot verd, amb les parts superiors d'un verd més fosc, la cua de color marró oliva i les potes d'un color marró gris fosc. La cara és de color groc ataronjat. Segons els autors que reconeixen dues subespècies, la nominal té el cap i la cara grocs, mentre que en P. f. aurantiiceps la part del groc se substitueix per taronja. La part superior del bec és de color gris marró i l'inferior de color os, l'iris vermell ataronjat i l'anell ocular i el cere són grisos. Els adults tant mascles com femelles tenen un aspecte extern idèntic. Els juvenils són de colors més apagats que els adults amb un cap majoritàriament gris, iris marró i només una petita quantitat de groc a la part frontal de la cara, inclòs el front.

## Distribució
El lloro caragroc és endèmic de les terres altes d'Etiòpia a uns 1.000-3.000 metres sobre el nivell del mar. Pels autors que reconeixen dues subespècies, la nominal es troba a les terres altes al voltant del llac Tana i també al centre d'Etiòpia, i P. f. aurantiiceps es troba al sud-oest. Viu en hàbitats forestals, a diferència de la majoria dels altres lloros de Poicephalus, tret del complex de superespècies del lloro robust (Poicephalus robustus) i del lloro frontvermell (P. gulielmi).

## Avicultura
El lloro caragroc era desconegut en avicultura fins fa poc. Va aparèixer en algunes col·leccions eslovaques i s'ha reproduït bé en captivitat. Ara es pot trobar en diversos països europeus. Ambdues subespècies hi estan representades.

## Taxonomia
El 1842, el naturalista alemany Eduard Rüppell el va descriure per primera vegada. El nom d'espècie deriva de les paraules llatines «flavus» que significa “groc” i «frons», “front”.
Les autoritats més recents el tracten com a monotípic, però d'altres reconeixen dues subespècies lleugerament diferents, P. f. flavifrons i P. f. aurantiiceps.